# Trevor Daniel (cantante)
Trevor Daniel, nato Trevor Daniel Neill (Houston, 28 settembre 1994), è un cantante statunitense.

## Biografia
Originario di Houston, si è avvicinato al mondo musicale nel 2015, anno in cui ha intrapreso la propria carriera musicale, pubblicando musica attraverso SoundCloud. Tre anni dopo ha firmato un contratto con la Internet Money e Alamo, parte dell'Interscope.
Ha visto la svolta commerciale nel 2019 per mezzo del suo primo EP Homesick, uscito nel corso dell'anno precedente, che ha fatto il proprio ingresso sia nella Canadian Albums sia nella Billboard 200. Il progetto, contenente sei tracce, è stato promosso dalla hit Falling, che si è collocata nella graduatoria dei singoli in più di trenta paesi, raggiungendo la top 20 di Australia, Canada, Germania, Paesi Bassi, Regno Unito e Stati Uniti d'America. Il brano ha successivamente ricevuto certificazioni di platino in svariati mercati da diversi enti, tra cui la Australian Recording Industry Association, British Phonographic Industry e Recording Industry Association of America, con rispettivamente 140 000, 600 000 e 4 000 000 unità certificate. Sono state inoltre realizzate due versioni alternative del pezzo, una con la partecipazione di Blackbear e una con Summer Walker.
Il secondo EP Restless, uscito il 9 aprile 2019, è stato trainato dall'estratto Paranoid. Al progetto ha fatto seguito il primo album in studio Nicotine, messo in commercio il 26 marzo dell'anno seguente, che ha valso all'artista la sua seconda entrata sia nella classifica canadese sia in quella statunitense. Il disco è stato supportato dall'uscita di Past Life e il relativo remix con Selena Gomez, grazie al quale si è collocato nella hit parade dei singoli in Canada e Stati Uniti, conseguendo una certificazione d'oro dalla Music Canada con oltre 40 000 unità certificate in suolo canadese. Per promuovere il brano, l'interprete l'ha eseguito in un medley con Falling al Tonight Show.
Il successo riscontrato dall'album gli ha permesso di ottenere nomination ai BreakTudo Awards e agli E! People's Choice Awards, nonché la vittoria di sia un BMI Pop Award sia un BMI R&B/Hip-Hop Award come autore di Falling.
Nel 2021 ha inciso con Julia Michaels Fingers Crossed e ha preso parte al remix di Malibu di Sangiovanni, oltre ad esibirsi al festival di Coachella.

## Discografia

### Album in studio
- 2020 – Nicotine

### EP
- 2018 – Homesick
- 2019 – Restless
- 2021 – That Was Then

### Singoli
- 2017 – Youth
- 2017 – Pretend
- 2018 – With You
- 2018 – Mirror
- 2018 – Face It
- 2018 – Wake Up
- 2018 – Drive
- 2018 – Falling
- 2019 – Trouble
- 2019 – Paranoid
- 2019 – Never
- 2019 – Forgot
- 2020 – Past Life (solo o con Selena Gomez)
- 2021 – Fingers Crossed (con Julia Michaels)
- 2021 – Malibu (Remix) (con Sangiovanni)
- 2021 – Alone
- 2021 – Dadada
- 2022 – Story
- 2022 – Extremes (con Alan Walker)
- 2022 – Karma
- 2023 – In the Morning (con Imanbek)
- 2023 – SYL
- 2023 – Exhausted
- 2023 – Paris (con Neriah)
- 2023 – Heartstrings
- 2023 – No Love (con Bonnie x Clyde e i DVBBS)
- 2023 – Bleach (con Neoni)
- 2024 – Spin Me Round (con Deux Twins)
- 2024 – It's a Feeling (con Sigala e 24kGoldn)
- 2024 – Tempo
- 2024 – I Just Want You (con Kina)
- 2024 – Sweet
- 2025 – DWMF (con Slush Puppy)

### Collaborazioni
- 2020 – Bitter (Fletcher e Kito feat. Trevor Daniel)
- 2020 – Kill Me Better (Don Diablo e Imanbek feat. Trevor Daniel)
- 2024 – I'm a Mess (WeKnewNothing feat. Trevor Daniel)

## Riconoscimenti
- BMI Pop Awards
  - 2021 – Most-Performed Song per Falling[16]

- BMI R&B/Hip-Hop Awards
  - 2021 – Most-Performed Song per Falling[17]

- BreakTudo Awards
  - 2020 – Candidatura alla Rivelazione internazionale[14]
  - 2020 – Candidatura alla Collaborazione dell'anno per Past Life[14]

- E! People's Choice Awards
  - 2020 – Candidatura al Miglior artista rivelazione del 2020[15]